# Tapinotorquis yamaskensis
Tapinotorquis yamaskensis är en spindelart som beskrevs av Nadine Dupérré och Paquin 2007. Tapinotorquis yamaskensis ingår i släktet Tapinotorquis och familjen täckvävarspindlar. Inga underarter finns listade i Catalogue of Life.